# Superjudge
Superjudge – druga płyta stonermetalowego zespołu Monster Magnet, nagrana w The Magic Shop w Nowym Jorku. Jest to pierwszy album nagrany dla A&M Records.

## Lista utworów
1. Cyclops Revolution 5:45
2. Twin Earth 5:56
3. Superjudge 6:49
4. Cage Around the Sun 4:56
5. Elephant Bell 3:59
6. Dinosaur Vacume 6:02
7. Evil 3:14
8. Stadium 3:42
9. Face Down 4:12
10. Brainstorm 8:04
11. Black Balloon 3:05

## Wykonawcy
- Dave Wyndorf - wokal, gitara
- Joe Calandra - gitara basowa
- Ed Mundell - gitara
- Jon Kleiman - perkusja
- Tim Cronin – perkusja